# Hoya vitiensis
Hoya vitiensis är en oleanderväxtart som beskrevs av William Bertram Turrill. Hoya vitiensis ingår i släktet Hoya och familjen oleanderväxter. Inga underarter finns listade i Catalogue of Life.